# 1486 en littérature
| Années de la littérature : 1483 - 1484 - 1485 - 1486 - 1487 - 1488 - 1489    |
| Décennies de la littérature : 1450 - 1460 - 1470 - 1480 - 1490 - 1500 - 1510 |

Cet article présente les faits marquants de l'année 1486 en littérature.

## Événements
- 16 janvier 1486 : Marsile Ficin achève sa version en latin des Ennéades[1], traduction des Hymnes orphiques et des Traités de Plotin, publiée à Florence en 1492[2].

- Novembre-décembre 1486 : Pic de la Mirandole rédige son Discours sur la dignité de l’homme[3].

## Parutions
- 11 février : Peregrinatio in Terram Sanctam, récit de voyage de Bernhard von Breydenbach (1454-1497), est imprimé à Mayence par Erhard Reuwich[4].

- 7 décembre : publication des Neuf cents thèses de Pic de la Mirandole, Conclusiones philosophicae, cabalasticae et theologicae . Pic propose de réunir à ses frais, à Rome, un concile privé au cours duquel il aurait soutenu ses thèses en présence du pape et des principaux théologiens vivants. Le pape, qui juge hérétiques certaines de ces thèses, s’oppose au projet, dont il ne reste que le discours d’ouverture rédigé par Pic, jamais prononcé, et publié en 1504, après sa mort, sous le titre de Discours sur la dignité de l’homme. Le 4 août 1487 , le pape Innocent VIII publie la bulle Etsi ex iniuncto nobis, qui condamne les Conclusiones[5].

- Impression a Westminster par Wynkyn de Worde (en) du Boke of Seynt Albans (« Livre de saint Alban »), attribué à Juliana Berners, prieuse du couvent de Sopwell près de St Albans. Il comprend des traités consacré à l’art de la chasse et de la fauconnerie), de la pêche et à l’héraldique[6].
- Le premier livre important sur la sorcellerie Le Marteau des Sorcières (Malleus Maleficarum) des inquisiteurs Henri Institoris et Jacob Sprenger est publié à Strasbourg[7].

- Le riche érudit Eliezer ben Alantasi Toledano édite à Lisbonne une Bible en caractères hébraïque de 1486 à 1489[8].
- Première édition connue du Viandier, livre de recettes de Guillaume Tirel, chez l'imprimeur parisien Caillot (ou Caillau)[9].